# Beli (mitologia norrena)
Nella mitologia norrena, Beli è un gigante, ucciso da Freyr durante il corteggiamento di Gerðr, come descritto nel Gylfaginning (stanza 37). Le circostanze dell'evento non sono descritte, ma si dice che Freyr, avendo dato la spada al suo servo Skírnir prima di inviarlo a corteggiare Gerðr, era disarmato e pertanto adoperò le corna di un cervo per uccidere il gigante. Quando Gylfi/Gangleri si meravigliò del fatto che Freyr avesse ceduto la sua spada, Odino gli rispose dicendo che Freyr avrebbe potuto uccidere Beli a mani nude se lo avesse voluto, aggiungendo però che si pentirà di questa decisione durante il Ragnarǫk quando Freyr sarà sconfitto dai Giganti del fuoco condotti da Surtr (i "figli di Muspell").
Si pensa che Beli fosse il fratello di Gerðr, sulla base di quanto scritto nella stanza 16 del Skírnismál, nella quale Gerðr esprime il suo timore che l'uomo sconosciuto che è arrivato in visita sia l'assassino di suo fratello.